# Casa unifamiliare

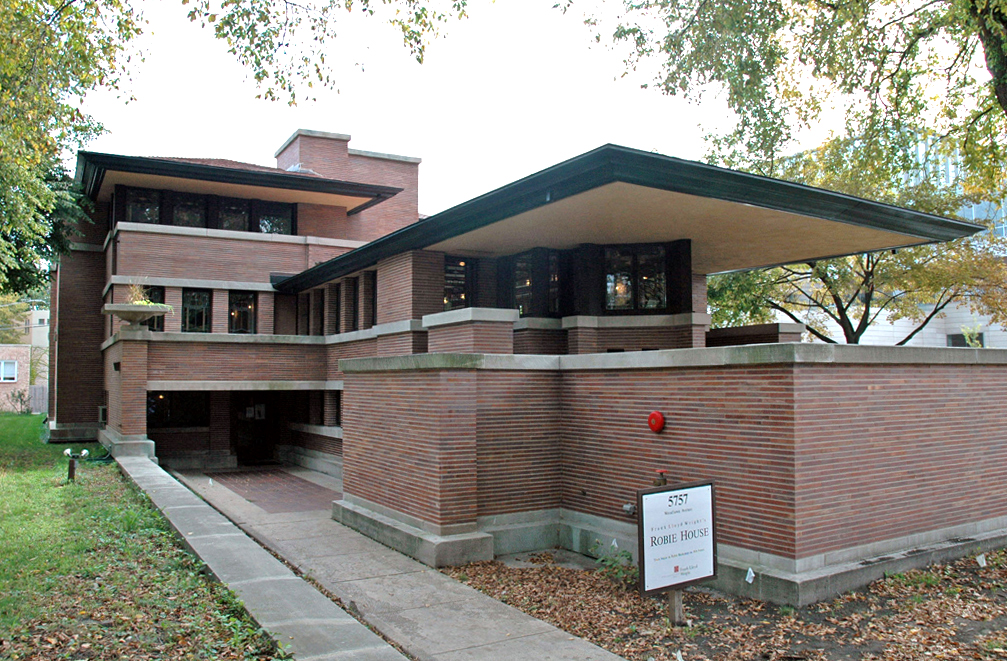
La Robie House

La casa unifamiliare, da non confondere con la  villa o con il  villino romano, è una costruzione edilizia, destinata ad abitazione per una sola famiglia, indipendente da altre unità abitative e generalmente corredata da giardino e corrisponde ad una tipologia edilizia. Questa abitazione comprende solo una famiglia da 5/6 componenti 
Nasce nella sua definizione attuale con l'urbanesimo della rivoluzione industriale e lo sviluppo dei nuovi concetti di casa propri delle classi borghesi. Deriva, comunque, storicamente da modelli del passato e rappresenta una semplificazione ed economicizzazione della villa e casa di campagna nelle sue varie accezioni.
La sua esemplificazione più rigorosa viene fissata in architettura dal Movimento Moderno, ad esempio con le "prairie houses" di Frank Lloyd Wright e criticata in qualche modo da Le Corbusier, che cercherà di superarne il concetto con la Unité d'Habitation.
Ancora oggi rappresenta la tipologia edilizia più ambita, per le caratteristiche di indipendenza  da altre abitazioni e la libertà da vincoli condominiali, unita a maggiore riservatezza e alla presenza di funzioni accessorie come il giardino. Il suo costo è, però, maggiore rispetto a gli altri tipi di abitazione, incide su di essa in modo considerevole il prezzo del terreno e la mancanza di quelle economie derivanti dalla comunanza di alcune strutture ed impianti.